# 2018年鐵路
此條目列出2018年發生有關鐵路運輸的事件。

## 事件

### 1月
- 1月1日：北京地铁西郊线XJ003号列车在香山站空驶时因故障脱轨，复轨后又发生放飏事故。
- 1月7日：杜塞爾多夫電車（英语：Trams in Düsseldorf）701線拉特站至許爾斯園內站通車。
- 1月9日：杭州地鐵[1]4號線浦沿站至近江站通車。
- 1月13日：配合仁川國際機場開設2號航廈，提早一天開放仁川國際機場2號航廈站[2][3][4]。
- 1月13日：佛羅里達州光亮綫第一期（南佛羅里達段）通車[5]。
- 1月14日：丹佛輕軌L線（英语：L Line (RTD)）通車。
- 1月23日：聖保羅地鐵4號線衛生城-麥肯錫站（英语：Higienópolis-Mackenzie (São Paulo Metro)）啟用。
- 1月25日：渝貴鐵路通車，來往重慶西站至貴陽北站。
- 1月26日：東海線浦項站至盈德站通車[6]。

### 2月
- 2月26日：莫斯科地鐵莫斯科大環線商業中心站至霍羅紹夫站啟用。不過大環線尚未成環，暫時由加里宁-松采沃线西段借用營運。

### 3月
- 3月1日：伊予鐵道運行系統改組。
- 3月2日：聖保羅地鐵5號線桉樹站（日语：Eucaliptos (São Paulo Metro)）開通。
- 3月3日：小田急電鐵小田原線代代木上原站至梅丘站四線化完工通車。
- 3月14日：德里地鐵粉紅線（英语：Pink Line (Delhi Metro)）馬吉利斯公園站（英语：Majlis Park metro station）至杜爾加拜·德希穆克南部校區站（英语：Durgabai Deshmukh South Campus metro station）正式開通。
- 3月15日：巴黎地鐵14號線南延段（奧林匹亞德站至奧利機場站）動工。
- 3月16日：夏洛特輕軌藍線（英语：Lynx Blue Line）延長線啟用，由第7街（英语：7th Street station (Charlotte)）延長至北卡羅萊納大學夏洛特分校主校區站（英语：UNC Charlotte–Main station）[7]。
- 3月17日：北海道旅客鐵道廢除根室本線羽帶站[8]，西日本旅客鐵道東海道本線JR總持寺站[9]以及大阪東線衣摺加美北站啟用[9]，愛之風富山鐵道在愛之風富山鐵道線加設高岡荊波站[10]。東京地下鐵日比谷線、東京都交通局淺草線人形町站與半藏門線水天宮前站獲指定為轉乘站，日比谷線築地站、有樂町線新富町站獲指定為轉乘站，伊賀鐵道開設四十九站。
- 3月18日：成都軌道交通1號線韋家碾站啟用、四河站至科學城站、廣都站至五根松站通車。
- 3月18日：撒馬爾罕電車2號線火車站至黑河市場站正式開通。
- 3月20日：瓦爾格拉電車（法语：Tramway d'Ouargla）舍寧·蓋杜爾站至希德·魯胡站正式通車。
- 3月22日：莫斯科地鐵柳布林諾－德米特羅夫線彼得羅夫－拉祖莫夫站至謝利格爾站通車。
- 3月23日：神戶電鐵有馬線菊水山站（日语：菊永山駅）已經休止的車站廢除。
- 3月24日：伊茲密爾官邸區電車（英语：Konak Tram）圓泉轉運中心（英语：Halkapınar Transfer Center）至法瑞丁·阿勒泰站（英语：Fahrettin Altay (Tram İzmir)）通車。
- 3月31日：上海軌道交通浦江線通車，瀋杜公路站至匯臻路站開通試營運。
- 3月31日：聖保羅地鐵13號線（英语：Line 13 (CPTM)）高拉特工程師站至瓜魯柳斯機場站開始提供有限度服務。

### 4月
- 4月1日：東日本旅客鐵道兩毛線加設足利花卉公園站[11][12]，西日本旅客鐵道廢除三江線[13]，大阪市交通局將大阪市營地下鐵的事業民營化，公司名稱定為「大阪市高速電氣軌道」[14]，愛稱為「Osaka Metro」[15]，伊予鐵道改組成為伊予鐵集團（日语：伊予鉄グループ）的控股公司。
- 4月1日：武漢光谷現代有軌電車T1（華中大站至佛祖嶺站）、T2（湯遜湖城鐵站至光谷植物園站）示範線開通試營運。
- 4月4日：歐洲之星開行來往倫敦聖潘克拉斯車站與阿姆斯特丹中央車站的列車[16]。
- 4月4日：聖保羅地鐵4號線奧斯卡·費萊爾站（英语：Oscar Freire (São Paulo Metro)）啟用，5號線在次日延長至莫埃馬站（英语：Moema (São Paulo Metro)），15號線在6日延長至聯合鎮站。
- 4月8日：瀋陽地鐵2號線由航空航天大學站延長至蒲田路站[17]。
- 4月10日：阿爾及爾地鐵1號線達富拉－郵政總局站（英语：Tafourah - Grande Poste (Algiers Metro)）至烈士廣場站（英语：Place des Martyrs Metro Station）、1號線支線巴德鎮站（英语：Haï El Badr Station）至羊眼站（英语：Ain Naadja Metro Station）正式通車。
- 4月12日：安卡拉首都鐵路（英语：Başkentray）卡雅什站（英语：Kayaş railway station）至辛詹站（英语：Sincan railway station）正式通車。
- 4月15日：東日本旅客鐵道新潟站的在來線高架月台暫定開業。上越新幹線「朱鷺」與特急「稻穗」在2線間設立可以短時間內轉乘的自動閘機2部，開始平行轉乘[18]。
- 4月23日：青島－海陽城際（藍色矽谷段）軌道交通工程（青島地鐵11號線）苗嶺路站至錢谷山站開始營運[19]。
- 4月24日：里斯本電車24號線賈梅士廣場站至康博利德站重開。
- 4月26日：天津地鐵6號線由南翠屏站延長至梅林路站[20]，廣州地鐵3號線由機場南站延長至機場北站[21]。
- 4月26日：薩爾瓦多地鐵2號線延長至機場站。
- 4月28日：蘇州高新區有軌電車1號線由龍康路站延長至西洋山站。
- 4月28日：新盆唐線美金站啟用。

### 5月
- 5月1日：KTM通勤铁路天空花园线从梳邦再也站至天空花园航站楼站（日语：Terminal Skypark Komuter station）通车。
- 5月7日：馬什哈德地鐵2號線烈士站（英语：Shohada Metro Station (Mashhad Metro)）至沙里亞蒂站（英语：Shariati Metro Station (Mashhad Metro)）正式通車。
- 5月7日：柏林地鐵3號線諾倫多夫廣場站至華沙大街站區間開始與1號線共用軌道。
- 5月8日：塞提夫電車（法语：Tramway de Sétif）阿比德·貝爾希站／萊伊德·烏里西亞站至1960年12月11日站正式通車。
- 5月9日：倫敦橋站重開[22]，完成泰晤士連線計劃（英语：Thameslink Programme），將布萊頓主線與東南主線（日语：Southeastern Main Line）分離。
- 5月12日：羅馬地鐵C線洛迪站延長至聖若望站，與其他路線連接。
- 5月17日：布宜諾斯艾利斯地鐵H線（英语：Line H (Buenos Aires Underground)）延長至法學院站（英语：Facultad de Derecho (Buenos Aires Underground)）。
- 5月25日：清奈地鐵綠線（英语：Green Line (Chennai Metro)）由尼赫魯公園站（英语：Nehru Park metro station）延長至金奈中央站，藍線（英语：Blue Line (Chennai Metro)）由小山站延長至會計總處-醫務局站。
- 5月26日：寧溧城際軌道交通（南京地鐵S1號線祿口機場站至空港新城江寧站、S7號線空港新城江寧站至無想山站）開通試營運[23]。
- 5月26日：舊金山灣區捷運系統的eBART路線通車[24]。
- 5月26日：聖彼得堡地鐵涅瓦－瓦西利島線由海濱站延長至貝戈瓦亞站。
- 5月29日：德里地鐵洋紅線（英语：Magenta Line (Delhi Metro)）時母廟站（英语：Kalkaji Mandir metro station）至賈納克普里西站（英语：Janakpuri West metro station）正式通車。

### 6月
- 6月6日：杭州地鐵4號線聯莊站啟用。
- 6月13日：下諾夫哥羅德地鐵索爾莫沃-梅謝爾斯基線（英语：Line 2 (Nizhny Novgorod Metro)）由莫斯科站（英语：Moskovskaya (Nizhny Novgorod Metro)）延長一站至岬角站（英语：Strelka (Nizhny Novgorod Metro)）。
- 6月16日：西海線素砂站至元時站通車[25]。
- 6月16日：哈特福德線（英语：Hartford Line）完工，來往紐黑文（英语：Union Station (New Haven)）經哈特福德（英语：Hartford Union Station）至斯普林菲爾德（英语：Springfield Union Station (Massachusetts)）[26]。
- 6月24日：德里地鐵綠線穆恩德卡站（英语：Mundka metro station）至城市公園站（英语：City Park metro station）通車。
- 6月28日：大連地鐵2號線由機場站延長至辛寨子站[27]。
- 6月30日：尼斯電車2號線濱海阿爾卑斯省行政中心站至瑪尼昂站通車。
- 6月30日：廣州地鐵9號線清塘站啟用。

### 7月
- 7月1日：深茂鐵路江門站至茂名站段通車，並與較早前通車的茂湛鐵路合併成深湛鐵路。
- 7月6日：福塔雷薩地鐵帕蘭加巴－穆庫利佩線（輕軌）波赫士·德·梅洛站至帕皮庫站通車。
- 7月7日：尼姆－蒙彼利埃繞道開始運行客運列車。
- 7月10日：臺鐵[28][29]台東線林榮新光車站再啟用。
- 7月10日：伊斯法罕地鐵自由至平台站通車，另外加設伊瑪目·侯賽因及革命站。
- 7月12日：阿布賈輕軌（英语：Abuja Light Rail）機場站至阿布賈都會區站通車。
- 7月16日：佛羅倫斯電車1號線阿拉曼尼-火車站至王家廣場-醫院站通車。
- 7月22日：阿姆斯特丹地鐵52線北站至南站通車。
- 7月27日：盧森堡電車帕芬達爾-紅橋站至星辰廣場站通車。
- 7月30日：太陽鐵路（英语：SunRail）第二期由沙湖路站（英语：Sand Lake Road station）南延至鳳凰木站（英语：Poinciana station）[30]。

### 8月
- 8月1日：巨港輕軌開始運行。
- 8月6日：德里地鐵粉紅線（英语：Pink Line (Delhi Metro)）杜爾加拜·德希穆克南部校區站（英语：Durgabai Deshmukh South Campus metro station）至拉吉帕特城站（英语：Lajpat Nagar metro station）正式通車。
- 8月9日：聖多明哥地鐵2號線埃杜瓦多·布里托站至康塞普西翁·波納站通車。
- 8月25日：奧胡斯輕軌（英语：Aarhus Letbane）2號線奧胡斯大學醫院站至山邊學校站通車，與國鐵共用軌道的奧胡斯火車總站－歐德爾站區間亦於同日開始運行。。
- 8月26日：墨爾本城市鐵路默恩達延長線（南摩朗站至默恩達站）提早6個月通車。
- 8月27日：科隆城鐵3號線奧倫豪爾圓環站至格林哥中心站通車。
- 8月30日：莫斯科地鐵8A號線拉緬基站至拉斯卡佐夫卡站正式開通，喀山地鐵1號線橡木林站通車。
- 8月30日：長春軌道交通2號線通車，長春軌道交通2號線一期工程開始載客營運。
- 8月31日：聖保羅地鐵5號線殘疾兒童救助會-公僕站正式通車。
- 8月31日：蘇州高新區有軌電車2號線龍康路站至新區火車站／文昌路站正式開通。

### 9月
- 9月1日：格蒙登電車（英语：Gmunden Tramway）174線法蘭士·約瑟夫廣場站至修道院廣場站通車，並於同日起與格蒙登－福爾希多夫地方鐵路實現直通運行。
- 9月2日：布魯塞爾電車9號線西莫尼站至壯樹站通車。
- 9月3日：斯德哥爾摩電車7號線（市內電車）地鐵中央站通車。
- 9月5日：高雄捷運高雄車站永久站址啟用。
- 9月8日：巴塞羅那地鐵10號線南段白領站（英语：Can Tries – Gornal (Barcelona Metro)）至火站（英语：Foc (Barcelona Metro)）通車。
- 9月8日：米蘭電車15號線羅馬涅大道（羅扎諾）站至羅扎諾基多·羅沙街站通車。
- 9月8日：安特衛普電車（英语：Trams in Antwerp）70號線河畔博物館小島站至影城站通車。
- 9月8日：紐約地鐵科特蘭街車站因九一一襲擊事件關閉17年後首度重開，並改名為世貿科特蘭車站。
- 9月23日：廣深港高速鐵路香港段通車，香港西九龍站啟用。
- 9月24日：海得拉巴地鐵1號線高架段，阿米爾佩特站（英语：Ameerpet metro station）至拉爾·巴哈杜爾城站（英语：LB Nagar metro station）正式通車。
- 9月25日：特拉維夫－耶路撒冷鐵路通車，以電力雙層客車運行，最快可達時速160公里。耶路撒冷伊扎克·納馮車站啟用[31]。
- 9月28日：聖保羅地鐵5號線殘疾兒童救助會-公僕站（英语：AACD-Servidor (São Paulo Metro)）至克拉賓農場站（英语：Chácara Klabin (São Paulo Metro)）正式通車。
- 9月29日：仁川國際機場鐵道麻谷渡口站啟用。
- 9月29日：布魯塞爾電車原94號線電車博物館站至紅溪地鐵站通車，並改名為8號線。
- 9月30日：哈佳鐵路通車，來往哈爾濱站至佳木斯站。

### 10月
- 10月1日：武漢地鐵7號線園博園北站至野芷湖站、11號線光谷火車站至左嶺站開通營運。
- 10月11日：哈拉曼高速鐵路通車，來往麥加、吉達和麥地那。
- 10月13日：阿德萊德溫都摩站至慶典廣場站／植物園站通車。
- 10月14日：高雄鐵路地下化第一階段工程（新左營車站至鳳山車站）完工通車，左營站改名左營（舊城）車站，新設美術館車站、民族車站、科工館車站、正義車站、內惟車站、鼓山車站和三塊厝車站。
- 10月19日：發生阿姆利則列車事故，造成61人死亡，約200人受傷。
- 10月20日：秩父鐵道秩父本線加設深谷花園站[32]。
- 10月21日：伊斯坦布爾地鐵5號線亞馬涅夫勒爾站至切克梅克伊-桑賈克泰佩站通車。
- 10月21日：發生2018年宜蘭普悠瑪列車出軌事故，導致18人死亡，215人受傷。
- 10月22日：天津地鐵5號線丹河北道站至中醫一附院站開通營運。
- 10月25日：烏魯木齊地鐵1號線北段，八樓站至國際機場站開通試營運。
- 10月25日：雪菲爾超級電車與英國全國鐵路共用軌道的的美度賀爾南／廷斯利站至洛達咸園門站區間通車。
- 10月27日：聖保羅地鐵4號線碎土站（英语：Butantã (São Paulo Metro)）至聖保羅-綠山站（英语：São Paulo–Morumbi (São Paulo Metro)）正式通車。
- 10月28日：台中線的栗林車站、頭家厝車站、松竹車站、精武車站、五權車站開始營運。
- 10月30日：長春軌道交通8號線北環城路站至廣通路站通車。
- 10月31日：德里地鐵粉紅線（英语：Pink Line (Delhi Metro)）濕婆廟站（英语：Shiv Vihar metro station）至三界城站（英语：Trilokpuri metro station）通車。

### 11月
- 11月1日：薩馬拉電車（俄语：Самарский трамвай）14號線基洛夫大道站至薩馬拉競技場站開通試營運。
- 11月2日：密爾沃基有軌電車（英语：The Hop (streetcar)）密爾沃基聯運中心站（英语：Milwaukee Intermodal Station）至伯恩斯公園站通車[33]。
- 11月9日：艾爾帕索電車（英语：El Paso Streetcar）通車[34]。
- 11月14日：阿爾及爾地鐵1號線阿里·布門杰勒站，1號線支線君士坦丁津梁站通車。
- 11月15日：卡薩布蘭卡－丹吉爾高速鐵路通車，成為非洲第一條高速鐵路[35]。
- 11月16日：聖路易斯迴圈電車密蘇里歷史博物館/森林公園站至大學城圖書館站開始提供有限度服務[36]。光亮綫宣佈改名為「維珍列車美國」，但維珍集團只持有少數股份[37][38]。
- 11月19日：德里地鐵紫線埃斯科特·穆傑薩爾站至巴拉布加爾站正式通車。
- 11月23日：瓜達拉哈拉輕軌1號線北外環路站至演藝廳站通車。
- 11月23日：斯特拉斯堡電車位於德國巴登-符騰堡州奧特瑙縣凱爾的延伸線從凱爾火車站延長到凱爾市政廳站。
- 11月24日：法蘭西島有軌電車3b號線小教堂門站至阿尼耶門站通車。

### 12月
- 12月1日：首爾地鐵9號線由綜合運動場站延長至中央報勳醫院站。
- 12月1日：貴陽軌道交通1號線貴陽北站至小孟工業園站通車。
- 12月2日：博濟比爾橋通車。
- 12月3日：天津地鐵1號線由雙林站延長至李樓站。
- 12月6日：曼谷集體運輸系統素坤逸線由三龍站（英语：Samrong BTS station）延長至北欖房屋管理局站（英语：Kheha BTS station）。
- 12月7日：漢堡地鐵4號線（英语：U4 (Hamburg U-Bahn)）由港城大學站（英语：HafenCity Universität (Hamburg U-Bahn station)）延長至易北橋站（英语：Elbbrücken station）。
- 12月8日：烏爾姆電車（英语：Trams in Ulm）2號線牛山學校中心站至埃特林格門站，以及劇院站至科學園II站通車。
- 12月9日：海德堡電車22/26號線加達默爾廣場站至蒙彼利埃橋站通車。
- 12月13日：土耳其高速铁路列车在安卡拉省发生与轨道检测机车相撞事故，3名铁路员工及6名乘客死亡，84人受伤。[39]
- 12月14日：俄克拉荷馬城有軌電車（英语：Oklahoma City Streetcar）啟用[40]。
- 12月15日：尼斯電車2號線聯運站至機場2號客運大樓站通車。
- 12月20日：莫斯科地鐵莫斯科河畔線加設白海站。
- 12月24日：重慶軌道交通5號线一期北段加設大石壩站。
- 12月24日：淡海輕軌綠山線紅樹林站至崁頂站通車。
- 12月25日：杭黄客运专线、哈牡客运专线通車。
- 12月26日：济青高速铁路、青盐铁路、懷衡鐵路、西安地鐵4號線、青島地鐵13號線、成都地鐵3號線南北延長線、上海松江有軌電車2號線、成都有軌電車蓉2號線通車。
- 12月28日：廣州地鐵14號線主線、21號線、廣佛地鐵東延線、武漢地鐵7號線南延線（紙坊線）通車。
- 12月29日：京瀋客運專線瀋陽至承德段通車。
- 12月30日：莫斯科地鐵大環線加設薩維奧洛沃站。
- 12月30日：上海地鐵5號線加設支線，由東川路站至奉賢新城站，13號線由世博大道站延長至張江路站；北京地鐵6號線由海淀五路居站延長至金安橋站，8號線南段通車，來往珠市口站至瀛海站，亦庄线由次渠站延长至亦庄火车站。
- 12月31日：韓國首都圈電鐵盆唐線由往十里站延長至清涼里站。
- 12月31日：德里地鐵粉紅線（英语：Pink Line (Delhi Metro)）由拉吉帕特城站（英语：Lajpat Nagar metro station）延長至孔雀邨第一小區站（英语：Mayur Vihar Pocket I metro station），並貫通了分隔兩段的粉紅線。